# Heidi Montag
Heidi Blair Pratt-Montag, geboren als Heidi Montag, (Crested Butte (Colorado), 15 september 1986) is een Amerikaanse televisiepersoonlijkheid, zangeres, actrice, auteur en modeontwerpster. Ze is verder bekend van de plastische chirurgie die ze onderging.

## Carrière
In 2005 werd ze bekend door de realityserie Laguna Beach: The Real Orange County. Van 2006 tot en met 2010 was ze te zien in de MTV-serie The Hills, de serie die het leven volgt van onder anderen Lauren Conrad, Montags voormalige vriendin met wie ze een appartement deelde. Montag had in 2011 een bijrolletje in de komediefilm Just Go With It, waar andere actrices als Jennifer Aniston en Nicole Kidman ook in meespeelden.

### Muziekcarrière
Op 5 februari 2008 verscheen Montags eerste single Higher. Het lied kreeg via internet veel negatieve kritiek.
 Een maand later werd ook No More geen succes. In juni 2008 bracht ze twee singles uit: zowel Fashion als One More Drink. Fashion was haar eerste officiële single. Montag was ook betrokken bij het uitbrengen van een christelijk muziekalbum. Op 18 augustus 2008 verscheen Overdosin, gevolgd door Look How I'm Doing in april 2009. Ze huurde in 2009 songwriter Cathy Dennis om te werken aan haar album. Op 23 augustus 2009 verscheen het nummer Body Language, afgeleid van Situation (1982), een grote hit van Yazoo (ook wel Yaz). 
Montags debuutalbum, Superficial, werd uitgebracht in januari 2010 en verkocht onder de duizend exemplaren in de eerste week. Op 15 februari 2010 bracht ze zowel de single Sex Ed als Trash Me uit.

### Kledinglijn
Heidi debuteerde haar modelijn, Heidiwood, tijdens een modeshow in het Hollywood and Highland-winkelcentrum op 11 april 2008. Kort daarna verscheen haar lijn in New York, op MTV's TRL.

## Plastische chirurgie
Op 20 november 2009 kwam Montag in het nieuws nadat ze bekendmaakte tien cosmetische ingrepen in één dag te hebben laten uitvoeren. In 2007 had Montag gezegd een borstvergroting, lipinjecties en rhinoplastie te hebben ondergaan. Dit vulde ze in 2009 aan met een wenkbrauwlift, oorcorrectie, kaak-kincorrectie, een revisie van de eerdere rhinoplastie, vetinjecties in lippen en jukbeenderen, een extra botox-behandeling, een revisie van haar borstvergroting, onderrugcorrectie, vetinjecties in billen en liposuctie van haar benen.
Montag gaf toe dat de vele operaties, die haar grote media-aandacht opleverden, een serieus gevaar voor haar gezondheid waren geweest. Zo meldde ze bijna te zijn gestorven toen haar ademhaling nog maar vijf halen per minuut was, na meerdere operaties. In januari 2013 vertelde ze 'spijt te hebben' van het feit dat ze zo open was over alle operaties.

## Privéleven

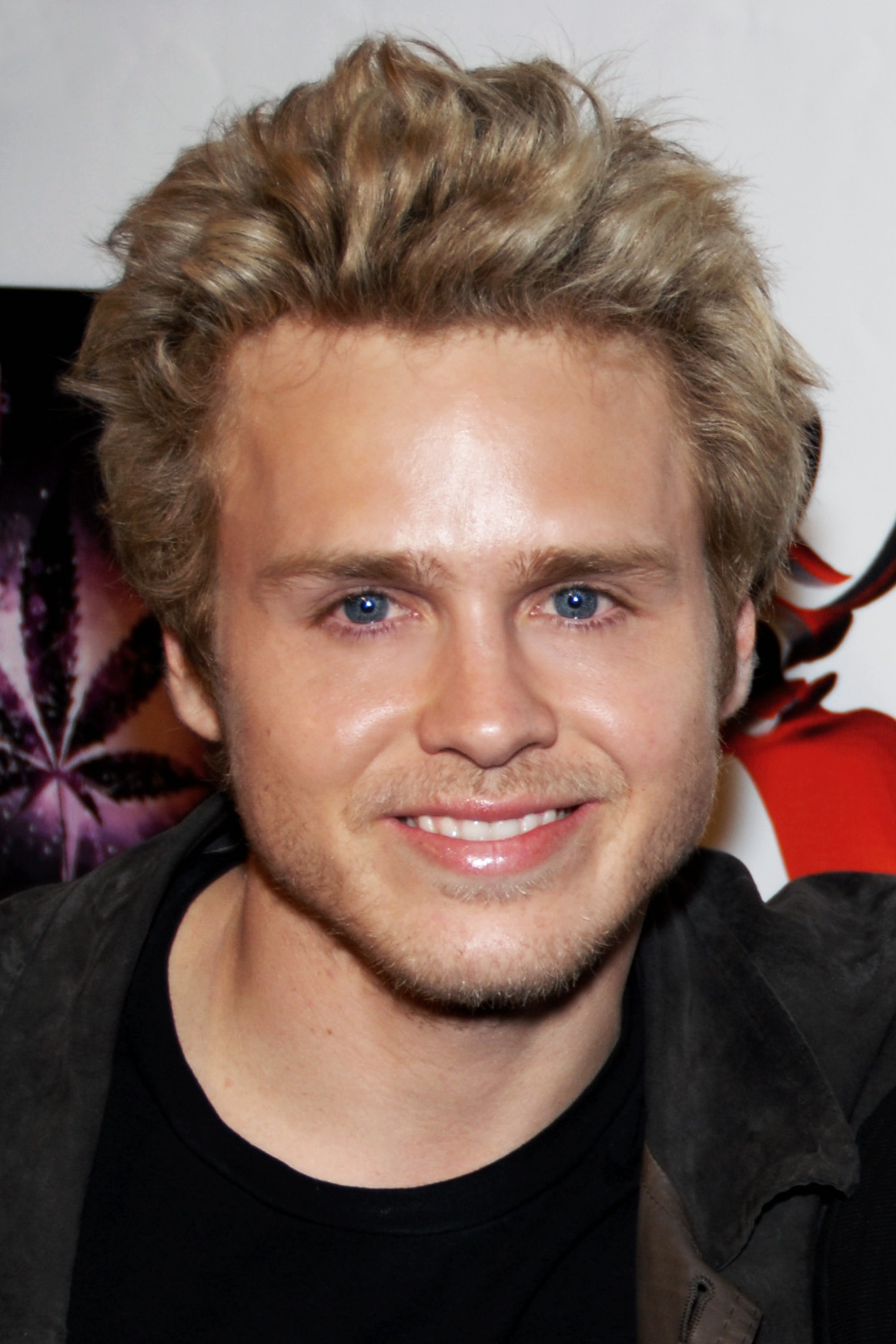
Montags echtgenoot, Spencer Pratt

Tijdens de opnames van de serie The Hills kreeg Montag een relatie met Spencer Pratt, ook bekend van diezelfde serie, met wie ze trouwde op 25 april 2009. Hun eerdere huwelijksverbintenis in Mexico in november 2008 was niet legaal. In 2010 meldden ze te gaan scheiden, wat later een publiciteitsstunt bleek te zijn. In 2017 kreeg het stel een zoon.